# Kinder der Landstrasse

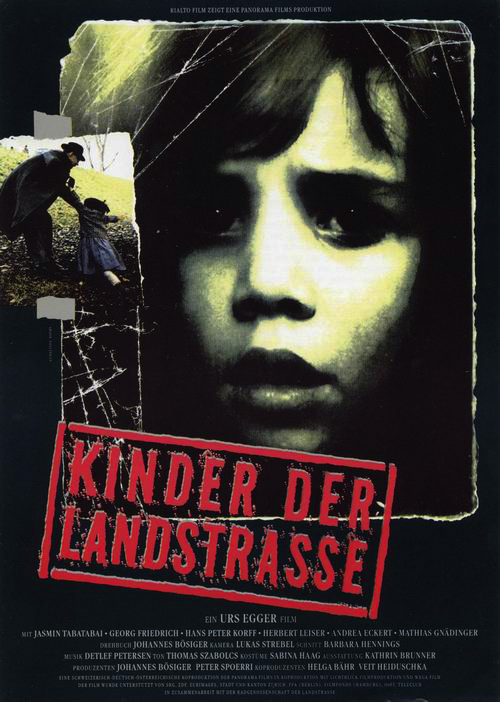
Постер фильма Kinder der Landstrasse (фильм) (1992)

Das Hilfswerk für die Kinder der Landstrasse (дословно с нем. — «Организация помощи детям просёлочной дороги»), более известная как Kinder der Landstrasse («Дети просёлков» или «Дети большой дороги») — проект швейцарского фонда Pro Juventute, проводившийся им с 1926 по 1973 год. Целью проекта была ассимиляция кочующего народа ениши в Швейцарии путём насильственного изъятия их детей у родителей и помещения их в детские дома или приёмные семьи. Эта деятельность продолжалась в течение 47 лет, пока не была прекращена в 1973 году, в основном благодаря освещению в СМИ и возмущению общественности. От деятельности проекта пострадали около 590 детей.

## История
В 1926 году Pro Juventute при поддержке федеральных властей и официальных учреждений начала систематический процесс отделения детей енишей от их семей и перемещения их в приёмные семьи, психиатрические больницы и иногда тюрьмы. Эта практика, называемая «перевоспитанием», была направлена на то, чтобы привить семьям енишей, особенно молодому поколению, не кочевой образ жизни. Юридической основой для принудительного разделения семей и детей послужил Гражданский кодекс Швейцарии 1912 года. Он позволял чиновникам лишать родителей опеки в случаях пренебрежения или жестокого обращения. Однако положение о надзоре за действиями властей редко соблюдалось. Сам факт принадлежности детей к кочующей (енишской) семье считался достаточным основанием для их изъятия.
Проект привлёк международное внимание в 1972 году, когда журналисты издания Beobachter провели расследование, основываясь на информации, предоставленной пострадавшими енишами. 15 апреля 1972 года Ганс Капрез опубликовал статью под названием «Kinder der Landstrasse», в которой раскрыл факты и историю проекта, затронувшей около 590 детей в Швейцарии. Под общественным давлением весной 1973 года Pro Juventute закрыла проект. В 1975 году ениши были официально признаны независимой этнической группой в кантоне Берн. С 1980-х годов организации самопомощи работают над возмещением ущерба и реабилитацией жертв, пострадавших от клеветнического обращения, которое обосновывалось псевдонаучными проектами.

## В культуре
Проект вызвал бурные обсуждения и повсеместное осуждение в Швейцарии, что привело к его рассмотрению в многочисленных книгах и фильмах.
- 2009: Von Menschen und Akten — die Aktion Kinder der Landstrasse der Stiftung Pro Juventute, DVD с одноимённой книгой для использования в образовательных целях;
- 2008: Hunkeler macht Sachen[англ.] — немецко-швейцарский художественный телефильм, снятый Маркусом Фишером;
- 1992: Kinder der Landstrasse — швейцарско-австрийско-немецкий фильм Урса Эггера;
- 1991: Die letzten freien Menschen — документальный фильм Оливера М. Мейера.